# Vercingetorige
Vercingetorige (in latino Vercingetorix, traducibile dal gallico come "Il grandissimo re dei guerrieri"; 82 a.C. – Roma, 26 settembre 46 a.C.) è stato un principe e condottiero gallo.

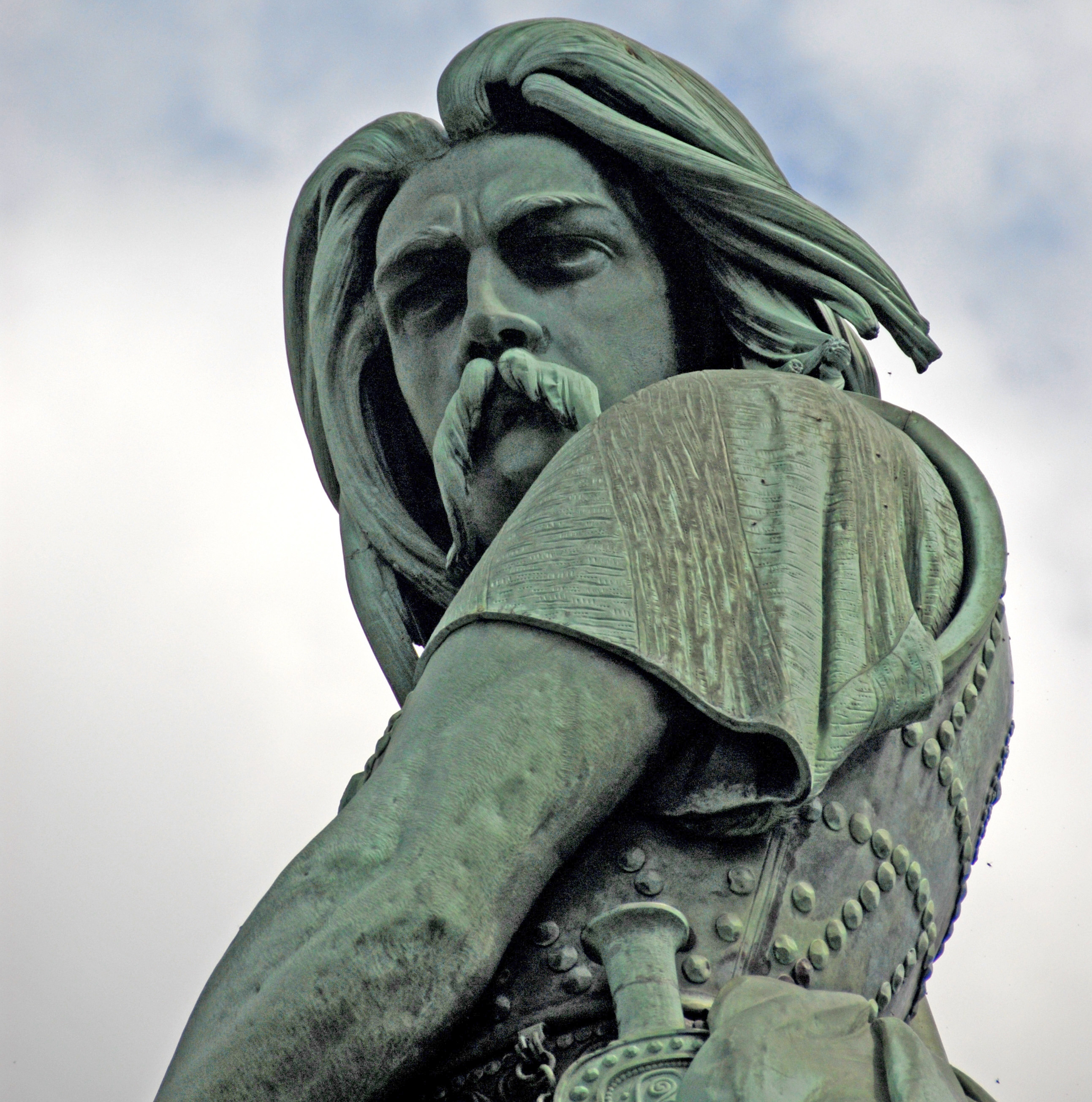
Particolare della statua a lui dedicata ad Alesia (Alise-Sainte-Reine).

Figlio del nobile Celtillo, fu re degli Arverni, influente popolo gallico insediato nell'attuale regione dell'Alvernia. Nel suo disegno di respingere l'invasione romana, riuscì a coalizzare la maggioranza dei popoli gallici e dei loro comandanti. Fu uno dei primi capi in grado di federare una parte importante dei popoli gallici, vincendo le tradizionali divisioni storiche. Di fronte a uno dei più grandi strateghi di sempre, mise in mostra i suoi eccellenti talenti militari. Nel 52 a.C. fu sconfitto nell'assedio di Alesia da Gaio Giulio Cesare. Consegnatosi, fu imprigionato a Roma per cinque anni. Nel 46 a.C. fu trascinato in catene per ornare la celebrazione del trionfo di Cesare. Immediatamente dopo fu mandato a morte nel carcere Mamertino.
Nei secoli XVIII e XIX la sua figura, similmente a quella di Ambiorige in Belgio, conobbe in Francia una riscoperta in chiave nazionalista. Con Napoleone III, la sua figura di rappresentante della civiltà gallo-romana fu largamente messa in rilievo. In seguito, nel clima revanscista della rivalità franco-tedesca, ha incarnato la figura mitica di eroe nazionale per una parte importante della storiografia francese del XIX secolo. Negli anni dal 1870 al 1950, l'insegnamento della storia per generazioni di studenti lo presenterà come il primo capo dei francesi.

## Biografia

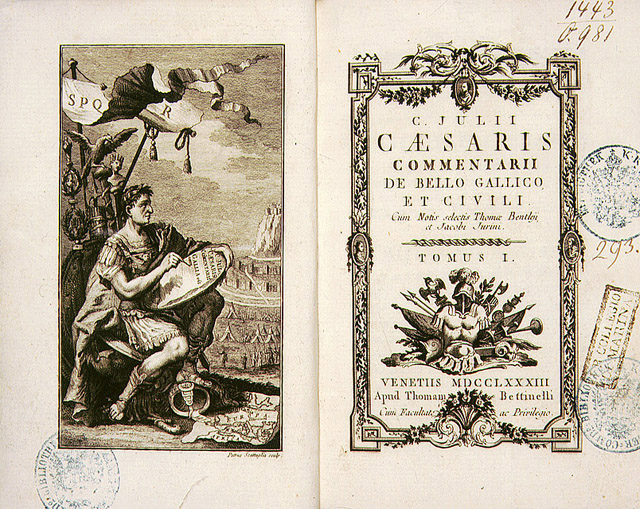
II De bello Gallico di Cesare in un'edizione del 1783.

### Fonti primarie
Le fonti storiche sulla sua vita sono alquanto rare e frammentarie e necessitano perciò d'essere interpretate criticamente, particolarmente alla luce delle conoscenze archeologiche a nostra disposizione. Le informazioni desumibili sulla sua figura sono riconducibili principalmente agli scritti d'autori antichi greci e romani, quali Strabone, Plutarco, Floro (nella sua epitome di Tito Livio) e Cassio Dione, i quali vissero - e per cui scrissero - ben dopo il condottiere gallico. La fonte antica però che meglio ne delinea un ritratto dettagliato, e perdipiù ad egli coevo, è senz'altro il De bello Gallico di Gaio Giulio Cesare, originariamente scritto per fungere da resoconto delle operazioni belliche romane in Gallia per il Senato romano e che il celebre condottiero romano redasse nel corso delle sue campagne contro i Galli, compilandolo poi dopo la sua vittoria decisiva ad Alesia. Le menzioni relative a Vercingetorige sono tutte contenute nel libro settimo dell'opera.
Può risultare dunque sconfortante, nel tentar d'abbozzare il profilo di un personaggio storico, dover attingere proprio alle parole del suo principale avversario che, pur risultando abbastanza veritiero per buona parte dei suoi resoconti della vicenda che li vide entrambi legati, non si poneva certo lo scopo di riportarne la personalità ed il comportamento con la più meticolosa obbiettività, anzi, non sono poche le volte in cui Cesare cerca di screditarne la progettualità politica in toto, comparandolo con personaggi della storia romana certamente non benvoluti dalle élite della Repubblica (in certi passi dei Commentarii il condottiero romano, richiamando quelli del De Catilinae coniuratione di Sallustio, lo pone implicitamente alla pari dello stesso Catilina infatti), e negandogli perciò qualsiasi forma di legittimazione.
Ciononostante, gli importanti progressi segnati dall'archeologia della Francia gallo-romana nel corso degli ultimi quarant'anni, hanno fornito numerosi elementi che hanno permesso di meglio tratteggiare il personaggio e il suo contesto.

### Le origini di Vercingetorige

#### Nascita
Vercingetorige nacque senza alcun dubbio nell'Alvernia, una regione storica dell'odierna Francia centro-meridionale, lungo il territorio del Massiccio Centrale. Stando a quanto asserisce Strabone, la sua città natale sarebbe stata Gergovia - ma è possibile prendere in considerazione anche la città di Nemosso (menzionata tra l'altro quale capitale della tribù degli Arverni da Strabone stesso) -, identificata talvolta con l'attuale Clermont-Ferrand, benché gli scavi archeologici più recenti sembrerebbero farne propendere l'identificazione più corretta con la vicina città di Corent, nell'odierna zona di Limagne; a tal proposito, gli scavi attuali hanno rivelato infatti come la zona stessa fosse giunta a un livello d'urbanizzazione più che eccezionale, dimostrando lo sviluppo policentrico d'un vasto agglomerato urbano. Sembrerebbe perciò che ai tempi di Cesare l'oppidum fortificato di Gergovia coesistesse con quest'agglomerato individuato a Corent (ma questo campo potrebbe ancora riservare nuove scoperte).
La sua data di nascita non ci è pervenuta d'alcuna fonte a noi conosciuta, se non indirettamente per una deduzione dal testo di Cesare, in cui Vercingetorige viene definito «adulescens» nel 52 a.C., ossia, nel diritto romano, un uomo di meno di trent'anni. Si può dunque dedurre una data di nascita che s'aggiri intorno all'anno 80 a.C.
Vercingetorige era figlio di Celtillo, capo di uno dei clan principali degli Arverni, una delle tribù galliche più potenti e influenti, che sul finire del II secolo a.C. s'oppose a muso duro all'espansionismo sempre più incalzante dei romani in Gallia. Celtillo, che presso la propria tribù ricopriva inoltre la carica di vergobret (capo militare), sarebbe stato poi condannato a morte dalle stesse famiglie aristocratiche arverne per aver tentato di ristabilire a suo vantaggio il regime dinastico, abolito precedentemente su pressione romana, quando gli Arverni uscirono sconfitti dallo scontro con questi nel 121 a.C.; l'ultimo dei re d'Alvernia, Bituito, una volta sconfitto presso l'odierna Orange, fu infatti condotto a Roma in catene affinché trascorresse il resto dei suoi anni nel carcere ad Alba Fucens e, a seguito di ciò, alla monarchia si sostituì coattamente un regime aristocratico. Questo netto rifiuto della monarchia rivelava senza dubbio il timore, in seno all'élite aristocratica arverna, che la restaurazione di Celtillo potesse preludere alla denuncia dei trattati stipulati con Roma, decretando così la fine di quel periodo di pace e di prosperità che essi avevano garantito per decenni.

#### Il nome di Vercingetorige

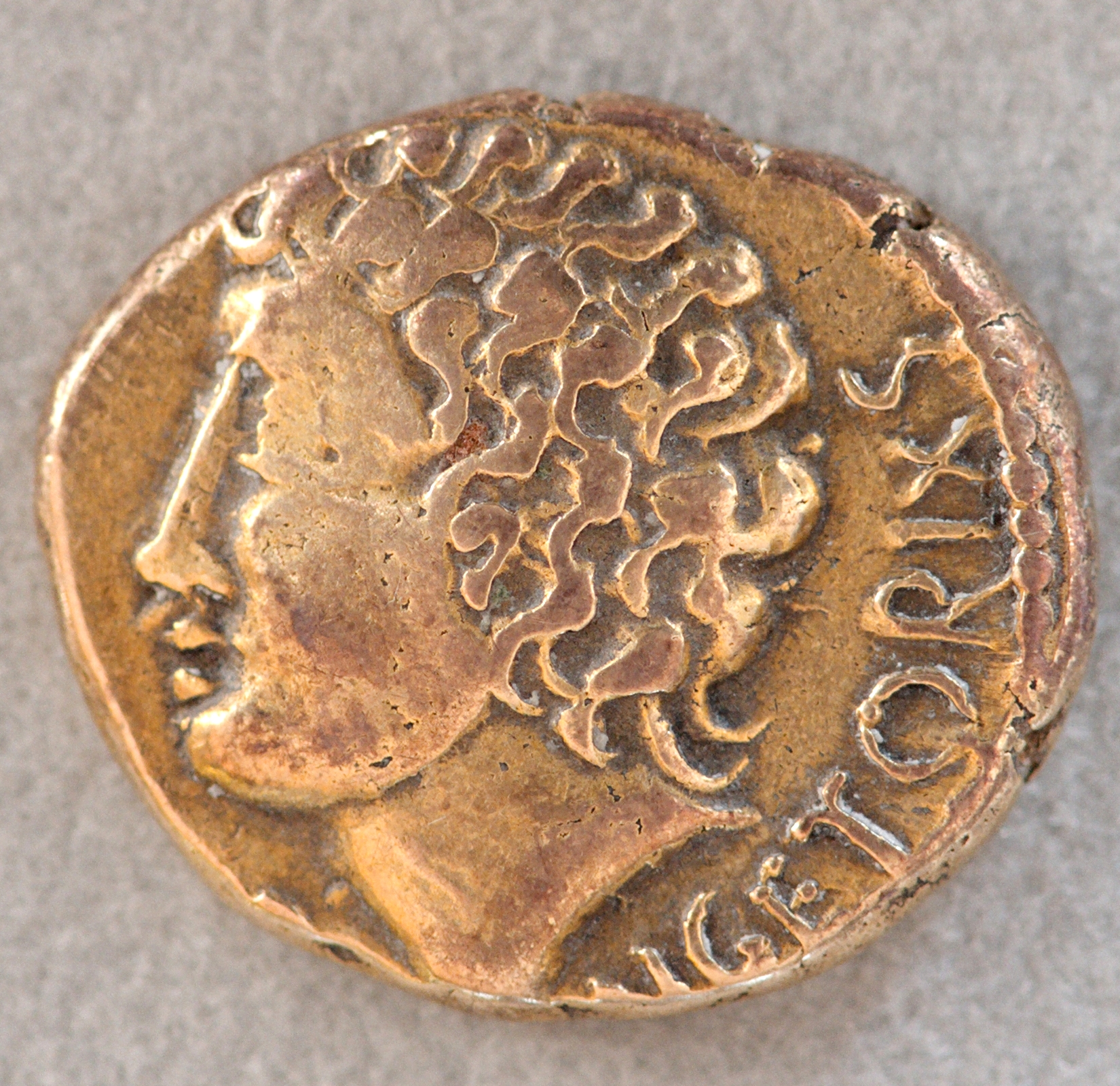
Statere d'oro, con legenda del suo nome ([...]NGETORIXS), e probabile effigie del dio Apollo. Parigi, Cabinet des Médailles della Bibliothèque nationale de France.

L'origine del suo nome è stata a lungo un mistero. Plutarco, nella biografia di Cesare contenuta nelle sue Vite parallele, deforma il suo nome in Ουεργεντοριξ (Ouergentorix); Strabone lo cita sotto un'altra forma. Ma sia lo stesso Cesare sia numerose monete fanno fede del suo nome: le monete precisano l'esatta onomastica in VERCINGETORIXS. Per lo storico romano Floro il suo «stesso nome sembrava fatto per incutere terrore».
Per lungo tempo, dopo la riscoperta ottocentesca dei Galli e di Vercingetorige, gli autori si sono interrogati per scoprire se la parola «Vercingetorige» fosse realmente un nome proprio di persona, o se esso volesse semplicemente dire «il capo» in lingua gallica. Così Jules Michelet, nella sua Histoire de France lo chiama «il Vercingetorige» («le Vercingétorix»). Vi sarebbero quindi vari re così denominati nella storia della Gallia, il che darebbe ragione alla relativa abbondanza e distribuzione dei pezzi monetali gallici recanti questa iscrizione. Tuttavia la difficoltà resta dal momento che «il» Vercingetorige portava già quel nome prima ancora che gli venisse conferita la responsabilità suprema.

#### Etimologia
Oggi è comunemente accettato quello che i filologi vanno scrivendo da tempo: il nome di per sé non riporterebbe nient'altro che un titolo onorifico, ricavato dai termini gallici Ver- (da pronunciarsi «uer»), che si tratta d'una forma di superlativo, -cingeto- (da pronunciare verosimilmente «chinghéto»), traducibile grossomodo come "guerriero", e -rix, letteralmente "re", equivalente del latino rex, un suffisso presente peraltro in molti nomi di condottieri e sovrani celtici (nel suo De bello Gallico, ad esempio, Cesare menziona due capi celtici di nome Cingetorige).
Lo si può tradurre perciò come «Il grandissimo re dei guerrieri» oppure, più alla lettera, «Il grandissimo re guerriero»

#### Iconografia
Non vi è alcun ritratto di Vercingetorige censito nella scultura dell'epoca. Nel XIX secolo, scultori, pittori e illustratori, rappresenteranno Vercingetorige secondo i canoni e i criteri dell'epoca, ispirandosi alle descrizioni letterarie degli autori antichi, tra cui Cesare, che ci presentano i Galli, grossi, capelluti, baffuti. Questa rappresentazione fu utilizzata ad esempio da scultori come Frédéric Bartholdi.
In realtà, non ci si può basare su null'altro se non sulle monete ritrovate. Grazie ai lavori di Jean-Baptiste Colbert de Beaulieu, che rivoluzioneranno la numismatica della Gallia negli anni cinquanta e sessanta del XX secolo, sono stati censiti 25 stateri aurei e due di bronzo, mentre restano dubbi su un altro segnalato nel XIX secolo e poi sparito. Questi pezzi sembrano provenire tutti dal tesoro di Pionsat. A partire da questi esemplari, sono stati identificati 11 diversi conii sul dritto e 10 sul rovescio, da cui si può dedurre che almeno 75 000 pezzi d'oro devono essere stati battuti. Le monete d'oro sono leggere e con un titolo millesimale molto basso. I due pezzi in bronzo sono stati trovati ad Alesia e rappresentano delle monete ossidionali, coniate d'urgenza durante le fasi dell'assedio. Queste monete sono interessanti perché esibiscono un ritratto sottolineato dalla legenda come Vercingetorixs.
Il profilo, senza caratterizzazioni, raffigurato sulle monete con la legenda del suo nome, rappresenta davvero Vercingetorige? Gli storici continuano a discuterne, ma l'opinione più diffusa propende a vedervi l'iconografia idealizzata, alla maniera ellenistica di un dio greco, in questo caso Apollo.
Brigitte Fischer, seguendo in questo Jean-Baptiste Colbert de Beaulieu, non vede altro su queste monete che delle rappresentazioni di Apollo, a imitazione degli stateri macedoni di Filippo II, ritrovati fino in Dordogna, e riportati in Gallia da mercenari celti.

#### Il vero volto di Vercingetorige?

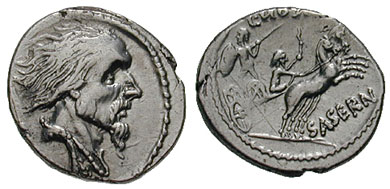
Battuto circa nel 48 a.C., questo denario potrebbe rappresentare il vero ritratto di Vercingetorige, in quegli anni prigioniero nel Tullianum.

Paradossalmente, il vero volto di Vercingetorige potrebbe apparire su un denario romano in argento battuto nel 48 a.C. dal magistrato monetario Lucio Ostilio Saserna. Raffigura il ritratto di un capo gallico che indossa nobilmente un paludamentum con una fibula: mostra un viso stanco ed emaciato, i capelli rivolti all'indietro e raccolti in ciocche, con baffi e barba, e uno scudo dietro la testa. L'altra faccia mostra un auriga che guida una biga che conduce un guerriero gallico nudo che brandisce una lancia e uno scudo, una delle tecniche di combattimento preferite dai Galli. Questo denario è stato battuto da un magistrato assai vicino a Giulio Cesare, nell'epoca in cui Vercingetorige era prigioniero a Roma; per questo motivo alcuni numismatici ritengono che potrebbe trattarsi di un vero ritratto dello stesso Vercingetorige. In effetti, al momento della realizzazione di questa moneta, il personaggio gallico più celebre a Roma non poteva che essere il modello per eccellenza per gli incisori. Altri ritengono che si tratti di un personaggio in età più avanzata di Vercingetorige (allora di circa 32 anni) e pensano a un'allegoria della vittoria romana sui Galli.
I romani si inorgoglivano nel mostrare sulle loro monete dei trofei simboleggianti i popoli vinti (guerrieri incatenati) o loro simboli prestigiosi (armi, carnyx), mentre rimane eccezionale la rappresentazione su moneta del viso di un capo nemico. Il pezzo di Ostilio Saserna potrebbe trovare spiegazione nella volontà di rappresentare una personalità fuori dal comune, Vercingetorige, colui che ha federato i popoli gallici. Il suo ritratto emaciato sarebbe il riflesso di un corpo provato da quattro anni di dura prigionia, o vorrebbe tradurre la volontà di marcare l'aspetto indebolito e disperato di un nemico prestigioso.

### Le guerre galliche

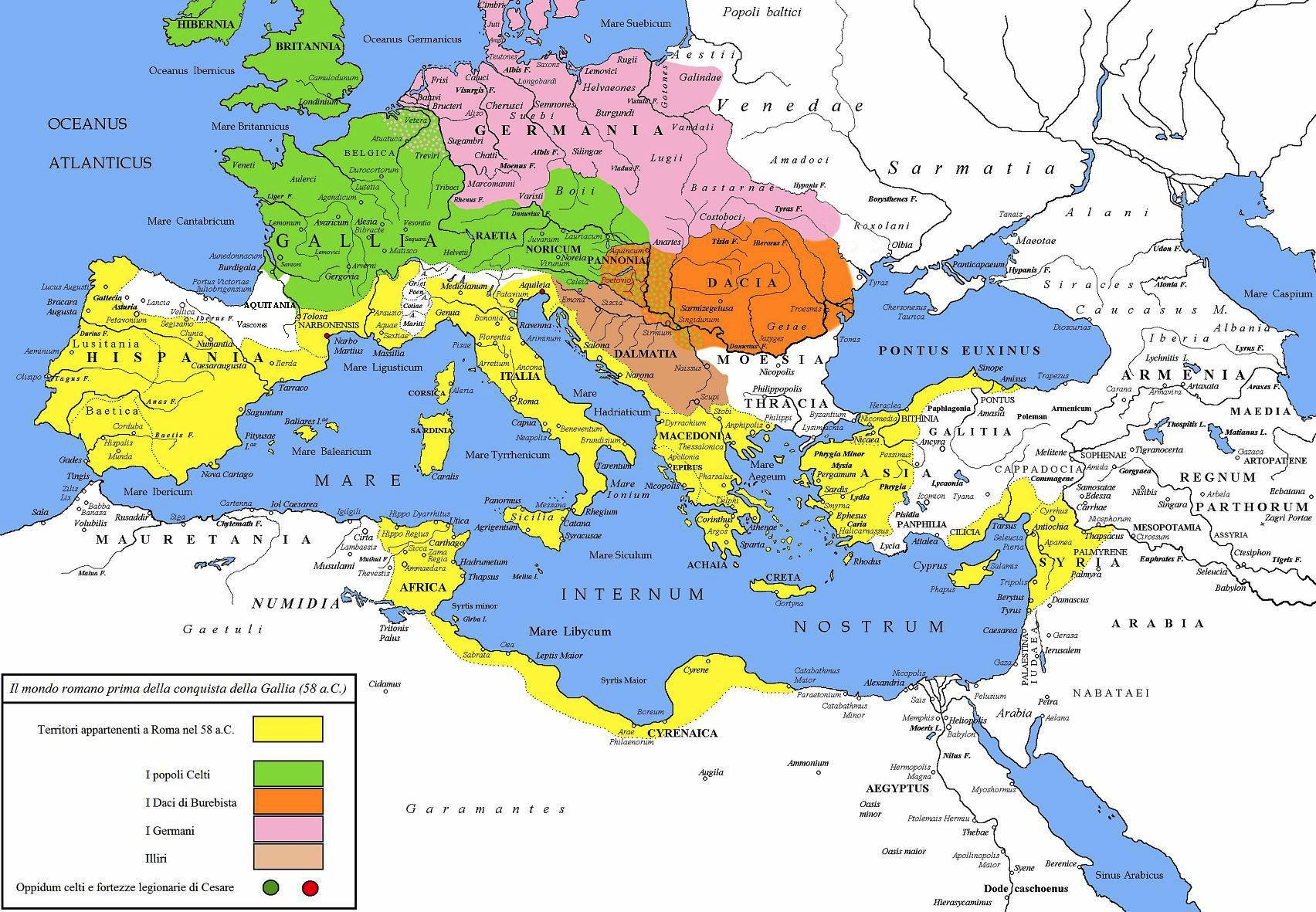
Il mondo romano nel 58 a.C., prima della conquista della Gallia da parte di Cesare.

#### La situazione in Gallia nel I secolo a.C.
Nell'anno 60 a.C., la Gallia cisalpina e quella transalpina (ridenominata poi "narbonense") erano province romane, mentre la Gallia Aquitania, la Gallia Belgica e la Gallia Lugdunense restavano in mano a tribù galliche, di diversa importanza, non sottomesse all'autorità di Roma. Cesare, che era governatore della Gallia cisalpina e della transalpina, parla di questo insieme di popoli e territorio, non facenti parte dell'effettivo della Repubblica ma nondimeno variamente dipendenti dal potere di Roma, come costituenti quella che veniva definita la Gallia Comata ("Gallia chiomata", in riferimento cioè alle capigliature tipicamente lunghe dei galli e con ciò ad esemplificare la loro estraneità al mondo romano-alessandrino), in contrapposizione a quella Togata (cioè "cinta" dalla toga, in riferimento dunque al loro far ormai parte della società romana), costituenti invece le sue parti conquistate.
Come poi illustrato dallo stesso Cesare nei suoi Commentarii, la Comata veniva solitamente divisa in tre parti, ognuna delle quali abitata a parer suo da popolazioni tra loro diverse tanto sul piano socioeconomico, quanto su quello politico e culturale: « Gallia est omnis divisa in partes tres, quarum unam incolunt Belgae, aliam Aquitani, tertiam qui ipsorum lingua Celtae, nostra Galli appellantur. », esordisce infatti Cesare nel suo famoso incipit: « Tutta la Gallia è divisa in tre parti: una è abitata dai Belgi, un'altra dagli Aquitani, la terza da quelli che nella loro lingua si chiamano Celti e nella nostra Galli. ».
Dopo la conquista della Francia meridionale, la transalpina, avvenuta negli anni dal 125 al 122 a.C., numerosi accordi commerciali avevano dato forma a importanti legami con Roma. La Gallia di allora comprendeva più di sessanta popoli, di cui alcuni ben conosciuti, come gli Arverni, gli Edui, i Sequani e i Remi. In quei territori, molto popolosi, si contavano dai 9 ai 10 milioni di abitanti
Dopo la metà del II secolo a.C. e, soprattutto, dopo la conquista romana della Gallia meridionale, gli Edui avevano stretto un'alleanza con Roma, intessendo rapporti commerciali, politici e militari molto forti. Gli Arverni, popolo molto influente, che egemonizzava la regione del Massiccio Centrale, vi si opponeva, dando vita a conflitti sporadici che si susseguirono fino alla disfatta arverna del 121 a.C.

La confederazione edua alleata di Roma a fronte di Arverni e Sequani.

#### La guerra nel cuore della Gallia
Nel 58 a.C., Vercingetorige è un giovane di natali aristocratici, sulla ventina, nell'età giusta per combattere, quando Giulio Cesare, prendendo a pretesto la migrazione degli Elvezi che intendevano spingersi verso la Saintonge sotto la crescente pressione dei Germani di Ariovisto, invade la Gallia alla testa delle sue legioni e di contingenti di Galli alleati per venire in soccorso dei suoi tradizionali alleati, gli Edui, a loro volta minacciati anch'essi dai Germani.

A questi motivi, nell'opinione di molti studiosi, vanno sovrapposti i propositi di Cesare miranti ad accrescere il proprio potere e il prestigio personale, anche in relazione ai successi conseguiti dal suo rivale Pompeo.
Celtillo, uno dei principali capi tribù arverni, tenta allora di prendere la testa della «fazione anti-romana» in Gallia, che i Sequani, ora indeboliti dalla recente rivalità con Ariovisto, avevano capeggiato nel corso del secolo precedente, ma, come già detto, fu ucciso dalla élite aristocratica del suo popolo.
In quel momento, suo figlio Vercingetorige entra probabilmente a far parte dell'entourage militare di Cesare, di cui diviene uno dei contubernales (compagni di tenda). È Cesare a istruirlo sui metodi e le tecniche di guerra dei romani, in cambio della sua collaborazione e della sua conoscenza del territorio e delle usanze della Gallia comata.
La guerra che ha inizio durerà sei anni, con Cesare che condurrà vittoriosamente le aquile romane al di là del Reno e in Britannia (l'attuale Gran Bretagna). La guerra sarà un susseguirsi di campagne condotte ciascun anno contro le tribù ribelli.
Nel 58 a.C., Cesare decide di intervenire per impedire ai Germani di Ariovisto di minacciare la pace in Gallia. Li sconfigge in Alsazia, presso Mulhouse, e fissa sul Reno quella che sarà per secoli la frontiera tra i Galli e i Germani. Questi non potevano più oltrepassare il fiume per stabilirsi in Gallia senza l'avallo dei Romani.
Nel 57 a.C., contando sulla rapidità di dispiegamento delle sue truppe, Cesare si dirige verso il Nord-Est e decide di affrontare i Belgi che avevano ammassato ingenti forze sulle rive del fiume Aisne. Egli si attesta nei suoi accampamenti fortificati a nord del fiume, attendendosi di vedere all'opera gli effetti della mancanza di coesione dello schieramento avverso; successivamente egli affronta i Nervii di Ambiorige, e poi i Bellovaci. Nel frangente, i popoli dell'Armorica si sottomettono. La Gallia è sottomessa, la guerra è finita e Roma celebra l'eroe concedendo dieci giorni di festeggiamenti.
Tuttavia Cesare rimane in Gallia e, a partire dal 56 a.C., si trova ad affrontare il montare della resistenza, in particolare nei confronti dell'imposizione fiscale, e la ribellione dei potenti Veneti del Morbihan e dei loro alleati di oltre-Manica. La repressione contro la defezione dei Bretoni è impietosa: le élite sono massacrate e il popolo ridotto in schiavitù.
Nel 55 a.C. Cesare deve affrontare un nuovo esodo di popolazioni germaniche, che in massa si riversavano in Gallia attraversando il Reno; Cesare considera il Reno un limite invalicabile a difesa delle sue conquiste d'oltralpe, per cui non appena i Germani oltrepassano il fiume vengono sterminati dall'esercito romano, lasciando sul terreno, a dire di Cesare, quattrocentomila persone tra morti e feriti.
Nell'inverno del 54/53 a.C. una nuova rivolta interessa un popolo della Mosa, gli Eburoni, che riescono ad annientare una legione. Questo obbliga Cesare a mobilitare una decina di legioni con cui non esita a sterminare letteralmente quel popolo. Alcune rivolte sporadiche, come quelle dei Carnuti o dei Senoni, infiammano la primavera del 53 a.C. Il capo senone Accone è decapitato e Labieno, luogotenente di Cesare, richiama agli ordini i Treveri.
Con l'arrivo dell'inverno del 53 a.C., Cesare ritorna in Italia, spostandosi in Gallia cisalpina, uno dei suoi distaccamenti militari.
È questo il momento dell'entrata in scena di Vercingetorige.

### Vercingetorige a capo della rivolta gallica del 52 a.C.

#### Presa del potere
Volendo forse approfittare della difficile situazione creatasi nel 53 a.C., nella guerra contro i Parti, a seguito dell'annientamento delle legioni guidate da Crasso nella battaglia di Carre, e del malcontento latente in una Gallia stanca di guerre, Vercingetorige, tradendo l'alleanza con i romani, aspira di nuovo al potere regale la cui rivendicazione fu fatale a suo padre:
(Amédée Thierry, Histoire des Gaulois, 1828, cité par Christian Goudineau, p. 27.)
Nell'inverno 53/52 a.C., alcuni cittadini romani e italici, arrivati in quelle terre come commercianti e funzionari di Roma, furono massacrati dai Carnuti a Cenabum (Orléans). All'annuncio del massacro Vercingetorige prende il potere presso gli Arverni e si impone alla testa del partito anti romano, grazie soprattutto all'abilità dialettica appresa presso i Galli e presso i Romani con cui era stato in contatto. Tra la fine del 53 e l'inizio del 52 a.C., i tradizionali alleati dei romani fanno a poco a poco defezione e si schierano sotto la bandiera di Vercingetorige.

#### La ribellione dei Galli
Secondo Cesare, il massacro di Cenabum fu preceduto da una riunione tenuta "in mezzo al bosco", identificato con la foresta dei Carnuti, durante la quale venne preparato il piano della sollevazione generale della Gallia. Cesare tuttavia non nomina nessuno dei Galli presenti alla riunione. Secondo Christian Goudineau, «queste righe vanno prese con molta cautela», dato che il resoconto organizza la classica messa in scena di una congiura, simile a quella di Catilina descritta da Sallustio. In ogni caso, l'annuncio del massacro di Orléans vola di bocca in bocca, giungendo in serata fino al paese degli Arverni, distante più di 160 miglia, e determina l'apparizione di Vercingetorige nel resoconto di Cesare. Si vede Vercingetorige rivendicare una posizione politica forte, simile a quella che era stata di suo padre. Secondo Cesare, egli trascina i Galli suoi clienti in armi.
(Cesare, De bello Gallico, vii, 4)
Ma Vercingetorige incontra la contrarietà dell'oligarchia arverna, in capo a tutti lo zio paterno Gobannizione, forse responsabile dell'esecuzione di suo padre, e viene cacciato dalla città. L'opposizione dello zio al nipote potrebbe non essere casuale: per Serge Lewuillon essa è determinata dal sistema parentale dei Galli in cui "la relazione tra zio e nipote mette in gioco delle preferenze per lato materno, vale a dire dalla parte più sofisticata del sistema parentale, ma anche quella che produce le formule più accomodanti ed efficaci dello scambio". L'opposizione di Gobannizione a Vercingetorige aveva quindi cause politiche ma può essere spiegata anche attraverso quello che ci rivela l'antropologia dei sistemi di parentela.
Scacciato da Gergovia, Vercingetorige arruola le sue truppe tra la gente abbandonata e miserabile delle campagne per ritornare in forze qualche giorno più tardi, mobilitando il popolo e imponendosi come il vero comandante supremo: viene acclamato re e invia i suoi messi tra i principali popoli della Gallia. Secondo Robin Seager il lessico utilizzato da Cesare nell'esporne la presa di potere è estremamente connotato e molto significativo per i destinatari a Roma; le parole che sceglie sono allo stesso tempo familiari ma in grado di ottenere da una parte dei lettori le reazioni attese: Vercingetorige è descritto come un uomo dal considerevole potere, ma la qualificazione dei suoi sostenitori reclutati nelle campagne utilizza dei termini idonei a gettare discredito agli occhi dei senatori romani. I termini di Cesare sono in effetti gli stessi utilizzati all'epoca per definire i sostenitori di Catilina o Clodio: Cesare quindi nega a Vercingetorige ogni legittimazione politica presentandolo come un uomo pericoloso.

#### La tattica di Vercingetorige
Vercingetorige, nel corso di quell'anno, mostrerà il suo reale talento militare e politico creando dei problemi a uno degli strateghi romani più talentuosi. La sua azione prende due strade: innanzitutto, organizza la resistenza concependola come una guerra di disturbo (alla quale la geografia gallica si prestava peraltro in maniera eccellente) ricorrendo alla tattica della terra bruciata, avendo compreso che l'esercito romano era molto dipendente dalla logistica degli approvvigionamenti; nello stesso tempo si impegna a federare il maggior numero possibile di tribù galliche contro Giulio Cesare. Una sola città viene risparmiata dalle fiamme che ardono la Gallia, Avarico, la vecchia fortezza dei Biturigi.
Nel gennaio del 52 a.C. mette in gioco con successo le sue carte diplomatiche: invia una serie di ambasciate presso vari popoli gallici per cercare di legarli a sé, non esitando a prendere ostaggi a garanzia dell'alleanza. Tenta di imporsi agli Edui (nell'attuale Saona e Loira), alleati dei romani o, almeno di ottenerne la neutralità. Invia uno dei suoi alleati, il cadurco Lutterio, verso sud, ai confini della provincia narbonense, riuscendo a guadagnarsi l'alleanza dei Ruteni. La Gallia Narbonense è in questo modo direttamente minacciata.
Vercingetorige in persona riesce a guadagnare alla propria causa i Biturigi Cubi, normalmente membri della confederazione edua. In breve tempo è l'ispiratore di un'alleanza dei popoli del centro e dell'ovest della Gallia contro il proconsole.
Cesare, in seria difficoltà, percepisce il pericolo imminente di un'insurrezione generale in Gallia, e decide di interrompere il soggiorno in Cisalpina per raggiungere Narbona alla fine di gennaio, con lo scopo di ristabilire la sicurezza in quei territori. Con audace e imprevista mossa tattica, decide di imboccare la difficile strada a nord tra i valichi innevati delle Cevenne, attraverso il Massiccio Centrale, in pieno territorio degli Arverni, per raggiungere Agendicum (Sens) la capitale dei Senoni. Vi ritrova in febbraio le sei legioni acquartierate per l'inverno, con cui fronteggiare la rivolta che si espande al centro della Gallia. Altre quattro vengono dispiegate sulla frontiera con i Treveri e lungo quella con i Germani.

#### Le campagne della primavera del 52 a.C.
Vercingetorige mette in opera la sua strategia: evitare lo scontro diretto con le legioni, sfiancando l'esercito romano con una logorante corsa all'inseguimento e privandolo, al contempo, della possibilità di approvvigionarsi sul territorio grazie alla tattica della terra bruciata.
Vedendo Cesare concentrare le proprie legioni, Vercingetorige riprende l'iniziativa e affronta i Boi, un popolo alleato di Roma e soprattutto membro della confederazione edua, mettendo così alla prova la sua solidità e sfidando l'unico popolo gallico che gli resisteva. Impone l'assedio all'oppidum di Gorgobina (presso Sancerre), ma il talento e l'intelligenza strategica di Cesare permettono ai Romani di beneficiare dell'aiuto logistico di tribù galliche come i Boi, i Remi, (regione di Reims) e soprattutto degli Edui, stringendo patti con tutti quelli che da tempo erano riluttanti a unirsi alle truppe arverne e alla coalizione ribelle.

##### Assedio di Avarico

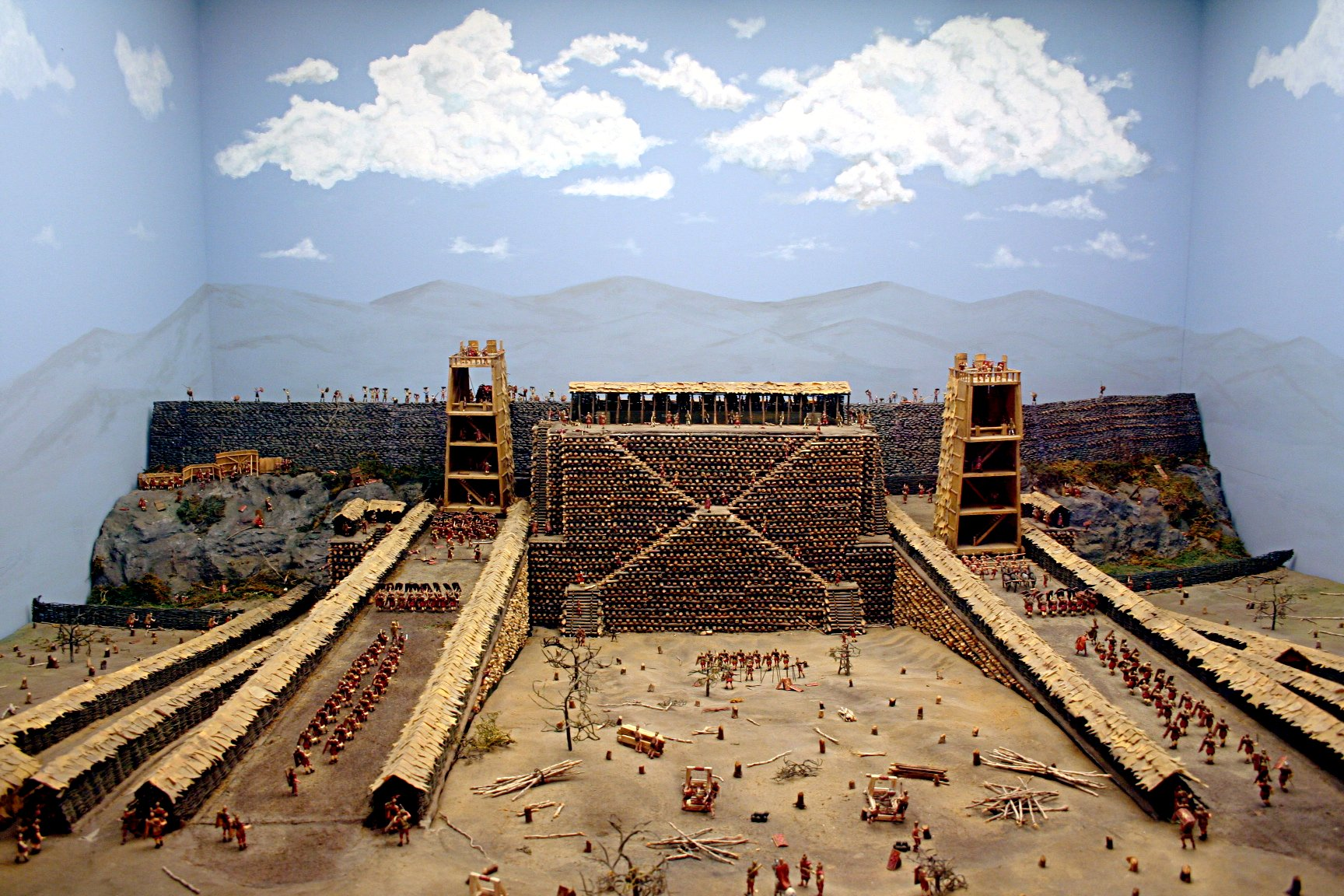
Diorama dell'assedio di Avarico.

Così, Giulio Cesare, attraversata una Brie devastata, punta su Cenabum (Orléans), che conquista, saccheggia e dà alle fiamme; poi attraversa la Sologne, anch'essa deserta, e cinge d'assedio la città di Avarico (Bourges) che non era stata data alla fiamme. Ci si è chiesto per quali motivi la città fu preservata dai Galli, visto che più di venti città dei Biturigi erano state bruciate poco prima. Cesare sostiene che Vercingetorige si era lasciato impietosire dai notabili biturigi che volevano salvare la città. Christian Goudineau, riassumendo il dibattito storiografico, propende per una tattica deliberata di Vercingetorige che vuole «fermare» le legioni, esporle a una guerra di logoramento impegnandole in un lungo assedio di una città ritenuta inespugnabile, per meglio attaccarle quando esse fossero state sufficientemente indebolite.
Ma la tecnica si arena contro l'incredibile abilità di Cesare in materia di assedi: egli, nel difficile clima di quel mese di marzo, non esita a far realizzare dai suoi legionari un terrapieno fin quasi sulle mura riuscendo, dopo lunghe settimane, a conquistare la città. I vincitori si abbandonano al massacro indiscriminato: dei 40 000 assediati ne scamperanno solo 800, riusciti a sfuggire ai primi clamori.

#### La fine della confederazione edua (aprile-maggio del 52 a.C.)
(Gaio Giulio Cesare, De bello Gallico, vii 31)
Se la caduta di Avarico è senza dubbio un rovescio per Vercingetorige, una parte della sua strategia è a un passo dal successo: le legioni soffrono le privazioni e, soprattutto, gli alleati di Roma iniziano a passare sull'altro campo. Ma ancora più minaccioso per Cesare è il fatto che gli Edui, divisi e sull'orlo di una guerra civile, sembrano sul punto di unirsi alla coalizione gallica. In effetti, la fazione capeggiata dal nobile Coto, perde il potere a vantaggio di Convictolitave, proveniente da un'antica e potente famiglia, come Dumnorige l'antico capo eduo che Cesare aveva fatto mettere a morte nel 55 a.C. Il passaggio di consegne è peraltro sancito dallo stesso Cesare, che intendeva in questo modo ripristinare la legalità della nomina, dopo essere intervenuto di persona per sedare le divisioni. Ma nel giro di qualche settimana, gli Edui, divisi ed esitanti, sotto l'impulso di Convictolitave, secondo le parole di Cesare corrotto dal denaro, finiranno per passare al fianco di Vercingetorige.
Contemporaneamente, si ribellano altri popoli della confederazione edua, come Parisii e Senoni, obbligando Cesare a inviare Labieno con quattro legioni per ristabilire l'ordine.

#### La vittoria di Gergovia in giugno

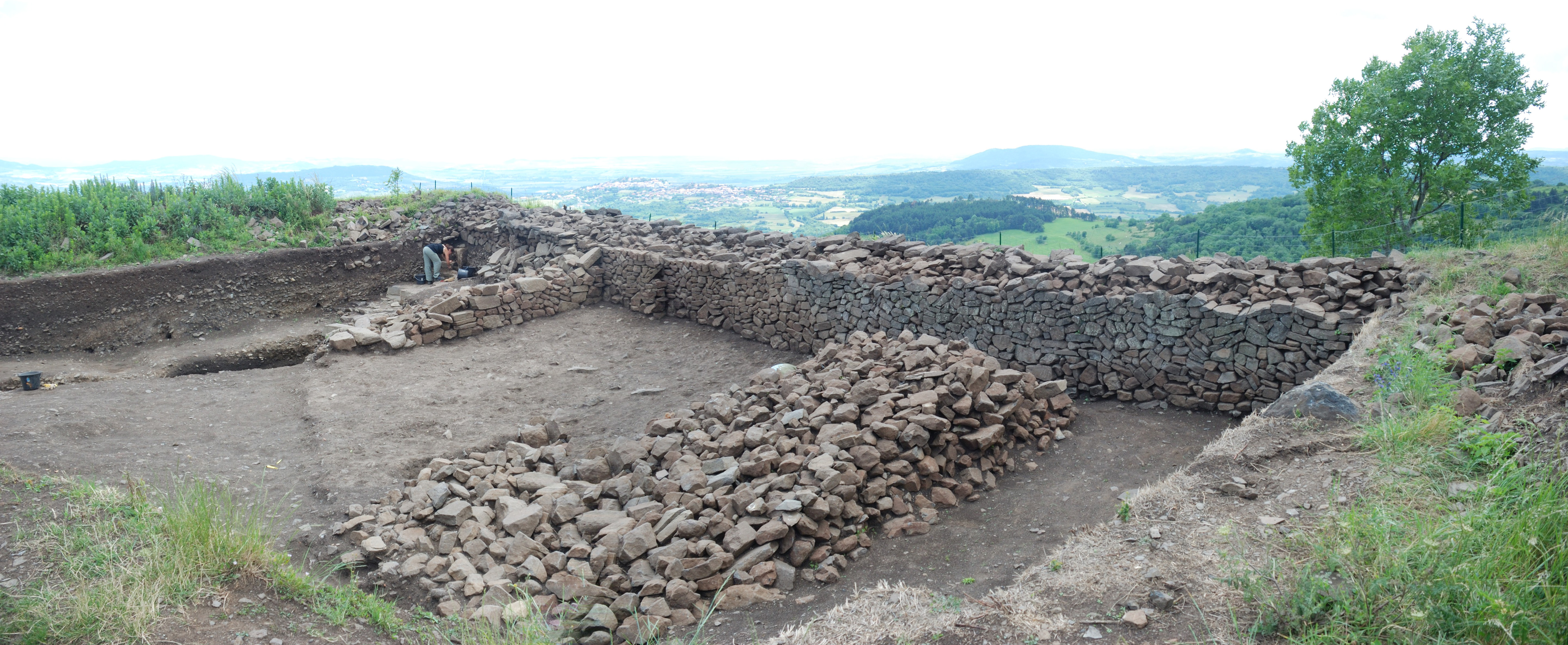
Mura dell'oppidum sull'altopiano di Gergovia.

Cesare, con le altre sei legioni, risale la sponda destra del fiume Elaver puntando verso Gergovia; Vercingetorige allora, interrotti tutti i ponti, lo segue lungo la riva opposta. Questo non impedirà a Cesare di attraversare il fiume, servendosi di uno stratagemma:
(Cesare, De bello Gallico, VII, 35)
Di fronte a questo, Vercingetorige, fedele alla sua tattica, evita ancora lo scontro aperto: con una marcia a tappe forzate precede Cesare e raggiunge Gergovia, presso l'attuale Clermont-Ferrand, dove si attesta con i suoi uomini.
Una volta giunti i Romani, la battaglia che si combatté si volse a favore delle forze galliche perché Cesare aveva preferito attaccare rinunciando alla sua condotta di assediare e affamare la città.
Dopo la sconfitta, i Romani levano il campo imboccando la strada di nord-ovest per ricongiungersi con le legioni di Labieno e reprimere la rivolta dei Senoni.
Cesare, nei suoi commentari, sostiene di aver raggiunto a Gergovia lo scopo di «respingere la iattanza gallica e ridare coraggio ai suoi», avendo limitato le perdite a 700 legionari. Ma altre fonti parlano di un inquietante rovescio: Plutarco precisa che tutto andò bene «fino a che gli Edui entrarono a loro volta in guerra. Unendosi ai ribelli, provocarono un profondo scoraggiamento nell'esercito di Cesare. È per questo che levò il campo».
Vercingetorige si riguadagna ancora l'alleanza degli Edui, che nel corso della battaglia di Gergovia erano ritornati a fianco di Cesare, grazie all'intervento diretto del proconsole romano.
Nel frattempo l'insurrezione è ormai generalizzata:
(Cesare, De bello Gallico, vii, 64-65.)
Cerca di scagliare i ritrovati Edui, insieme ai Segusiavi, al comando di Eporedorige, contro la Provincia romana per portare a termine la destabilizzazione. Ma non vi riuscirà: le sorti della guerra, come si vedrà, sono vicinissime a una svolta.

##### Apogeo di Vercingetorige e isolamento di Cesare
Vercingetorige si impone definitivamente come leader della coalizione a Bibracte. Una gran parte dei popoli gallici, per la prima volta nella storia, si trovano ora uniti in un unico sentimento nazionale formatosi tra tante realtà rissose e individualistiche. Egli vuole probabilmente sconfiggere Cesare in maniera definitiva e crede nella propria superiorità, sebbene metà delle sue potenziali truppe non gli sia ancora pervenuta (quelle truppe costituiranno in seguito l'esercito che correrà in suo aiuto nell'assedio di Alesia).
Cesare sa di non poter contare ormai su nessun alleato in Gallia, a parte i Lingoni e i Remi. Solo contro tutti, deve assolutamente tentare di ricongiungere le sue legioni a quelle di Labieno, cercando lo scontro risolutivo contro Vercingetorige: in quello scontro, Cesare, in grande inferiorità numerica, potrà affidarsi solo al suo genio militare e alla miglior disciplina dell'esercito romano.

#### Le legioni romane rompono l'isolamento
Di fronte a questa situazione Labieno si trova costretto a cambiare i propri piani: provenendo da Lutezia, riesce a sfuggire all'accerchiamento dei Bellovaci, ora avversari, per trovarsi di fronte una confederazione di Galli guidata dall'aulerca Camulogeno. Nello scontro che ne segue riesce a forzare il blocco: spezzato l'accerchiamento gli si spiana la strada per il ricongiungimento con Cesare ad Agendicum.
Si tratta di un esercito, quello romano, che può contare adesso su 11 o 12 legioni per una consistenza di circa 50 000 legionari, senza però alcun appoggio di truppe ausiliarie galliche.

#### La capitolazione
Dopo aver riparato presso gli alleati Lingoni, Cesare punta verso la Provincia narbonense ma Vercingetorige, che non vuole lasciarlo sfuggire, invia la sua cavalleria ad affrontare quella di Cesare: lo scontro, a nord di Digione e a qualche chilometro da Alesia, si volge però in favore dei Romani.

##### Vercingetorige ripiega su Alesia
La fiducia dei ribelli comincia a vacillare. Vercingetorige, raccolte le forze dei Galli, intorno agli 80 000 combattenti, decide di ripiegare ad Alesia, oppidum dei Mandubi, sovvertendo la tattica della guerriglia. Chiede agli alleati di fornire dei rinforzi: sarà l'esercito di soccorso, forte di più di 250 000 tra cavalieri e soldati.
Ma forse non immagina, giunto a questo punto, che la piazzaforte di Alesia diventerà una trappola mortale.

##### L'assedio di Alesia

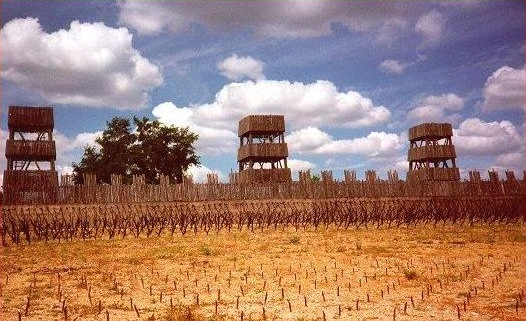
Le fortificazioni romane ad Alesia, nella ricostruzione dell'Archéodrome de Beaune, sull'A6 a Merceuil

Infatti, di fronte a questa mossa, Cesare non esita un attimo a precipitarsi sulla cittadella e dispiegare le sue legioni in accampamenti piazzati tutto intorno; si pone in posizione di assedio facendo costruire, attorno alla piazzaforte, un'enorme doppia fortificazione, per impedire agli assediati di uscire e approvvigionarsi, e, allo stesso momento, per proteggersi le spalle dall'attacco delle truppe galliche esterne.

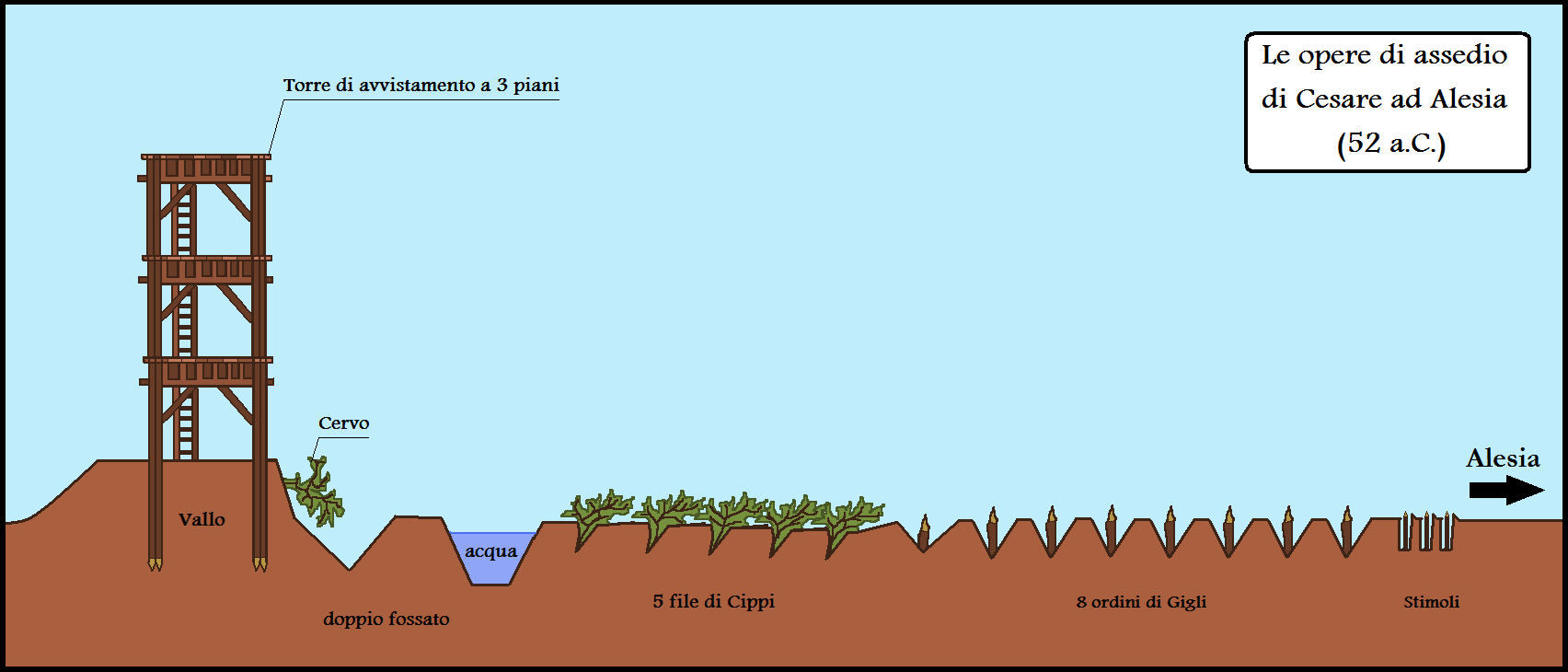
Ricostruzione grafica delle fortificazioni di Cesare ad Alesia (52 a.C.).

L'esercito di rinforzo, quando giungerà infine sul lato esterno delle fortificazioni di Alesia, sotto la guida dei capi lemovici e edui, lancerà una serie di attacchi coordinati con quelli sul lato interno: i Romani si trovano quasi sul punto di cedere, ma l'assedio non verrà spezzato.

##### La resa di Vercingetorige (ottobre 52 a.C.)
Dopo una quarantina di giorni di disperata resistenza, con le truppe ridotte alla fame, Vercingetorige, umiliandosi, decide di arrendersi al cospetto di Cesare, gettandosi ai suoi piedi e offrendo la propria vita in cambio di quella dei 53 000 assediati: "Hai vinto un uomo forte, o uomo fortissimo", habe fortem virum, vir fortissime; vicisti. I Galli escono disarmati dalla cittadella e vengono ridotti in prigionia.
La sconfitta si rivela conseguenza di numerosi fattori, fra i quali la superiore preparazione militare dei romani e la mancanza di intesa fra i diversi popoli e comandanti gallici, poco abituati a battersi insieme, e il ritardo nella mobilitazione delle truppe di soccorso.

Vercingetorige getta le sue armi ai piedi di Cesare, dipinto di Lionel Royer, 1899, Musée Crozatier, Le Puy.

I restanti ribelli, in un primo momento guidati da Lutterio, resistono ancora fino alla presa di Uxellodunum nel 51 a.C., con la quale subiscono una terribile punizione.

### La morte di Vercingetorige
Giulio Cesare conduce Vercingetorige con sé, come trofeo della sua lunga campagna militare in vista della celebrazione del suo trionfo a Roma. Il principe gallico viene tenuto prigioniero, probabilmente nel carcere Mamertino (Tullianum), fino al 26 settembre 46 a.C., quando, dopo aver ornato in catene il trionfo di Cesare, verrà subito mandato a morte, probabilmente per strangolamento. Vercingentorige, dall'opinione pubblica, fu ritenuto indirettamente colpevole dei massacri di civili avvenuti a Cenabum e a Noviodunum durante il 52 (in seguito alla rivolta gallica).

## Vercingetorige nella storiografia francese
Fino al XIX secolo gli storici francesi non danno importanza alla figura di Vercingetorige: per lungo tempo, i lavori che trattano le scaturigini della storia di Francia fanno riferimento a narrazioni mitiche (come le origini troiane delle dinastie regali) e non menzionano come primi abitanti che i Franchi e, come primi re, Clodoveo o Meroveo.
La "scoperta" di Vercingetorige coincide con quella dei Galli quando Amédée Thierry, nel 1828, pubblicò la sua Histoire des Gaulois depuis les temps les plus reculés. Pur seguendo da vicino il testo di Cesare, egli restituisce di Vercingetorige e della rivolta una versione viva e romantica che dà alla sua opera un immenso successo popolare. In seguito Henri Martin nella sua Histoire de France populaire (1867-1875), con una «vena nazionale», celebrerà i Galli - grandi, biondi, occhi azzurri - e i loro capi, tra essi Vercingetorige. Un altro storico, Rémi Mallet dirà: Henri Martin arriva a fornire alla Francia e ai francesi degli antenati reali e simpatici [...]. Riesce a divulgare e a far ammettere definitivamente l'esistenza di Vercingetorige.

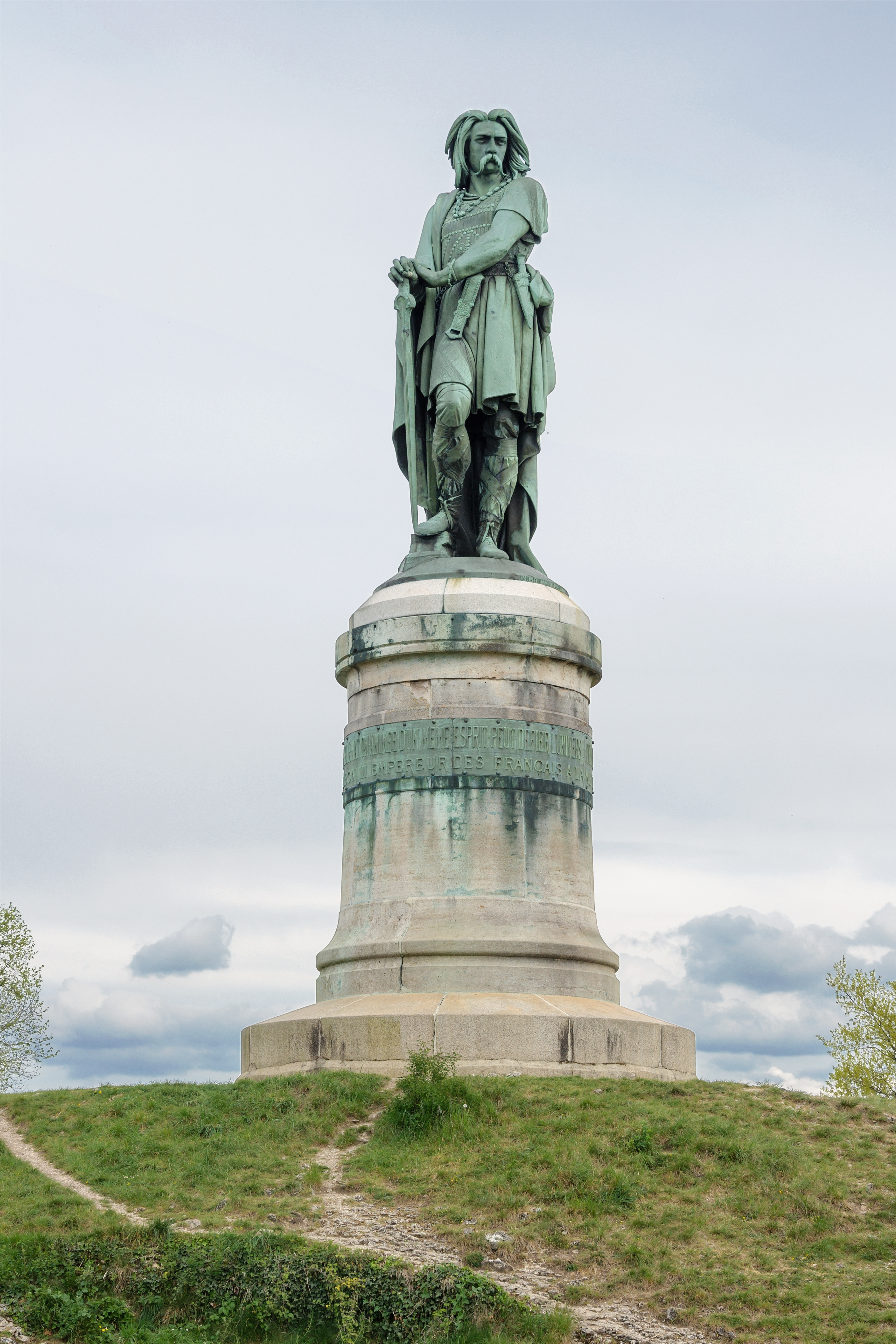
Statua di Vercingetorige sul sito presunto di Alesia ad Alise-Sainte-Reine in Borgogna.

### La valorizzazione della Francia gallo-romana con Napoleone III
Ammiratore di Giulio Cesare quale portatore di civiltà su terre allora considerate come barbare, l'imperatore Napoleone III contribuì alla riscoperta e alla valorizzazione della storia della nazione gallica e dei popoli che la componevano.
Nel 1866 fece realizzare, ad Aimé Millet, una statua di Vercingetorige alta sette metri; fu eretta sul sito presunto di Alesia, che aveva fatto indagare al colonnello Stoffel in una località presso Alise-Sainte-Reine, a 60 km a nord-ovest di Digione, in Borgogna. Sul piedistallo, progettato dall'architetto Eugène Viollet-le-Duc, si può leggere:
(Vercingetorige ai Galli in assemblea - Cesare. De bello Gallico, vii, 29.)

### L'eroe gallico della Terza Repubblica
È soprattutto la Terza Repubblica a strumentalizzare Vercingetorige insistendo sul suo ruolo eroico di resistente all'invasore e di simbolo di ciò che costituisce l'essere francesi. Questa propaganda è destinata ad esaltare il patriottismo dei francesi esacerbando il sentimento di revanche dopo la sconfitta nella guerra del 1870 contro la Germania, appena unificata nella Prussia. L'immagine del patriota gallico che si erge contro l'invasore è magnificata dai manuali scolastici, tra i quali il Lavisse: 
(Ernest Lavisse. Histoire de France, cours moyen, 1884.)
 Questa visione della storia è ripresa dal celebre Tour de France par deux enfants di G. Bruno, comparso nel 1877, e stampato in 7 milioni di copie nei trent'anni successivi, che, in un capitolo, faceva dialogare il giovane alsaziano con uno scolaro dell'Alvernia:
- Oh! esclamò Julien, commosso dalla sua lettura, non esiterei un attimo. Amerei ancor più soffrire quel che Vercingetorige ha sofferto, piuttosto che esser crudele come Cesare.»

Solo nel XX secolo, con Camille Jullian, e la pubblicazione della sua opera Vercingétorix nel 1901, si crea l'immagine moderna del principe gallico. Come ha osservato Albert Grenier, suo successore al Collège de France: 
Un'immagine che in seguito è stata costantemente puntualizzata, sebbene, come visto, gli elementi precisi sulla sua vita riposino ancora essenzialmente sulla lettura critica del testo eminentemente politico di Cesare.

## Vercingetorige nelle arti e nella scrittura

### Pittura e scultura

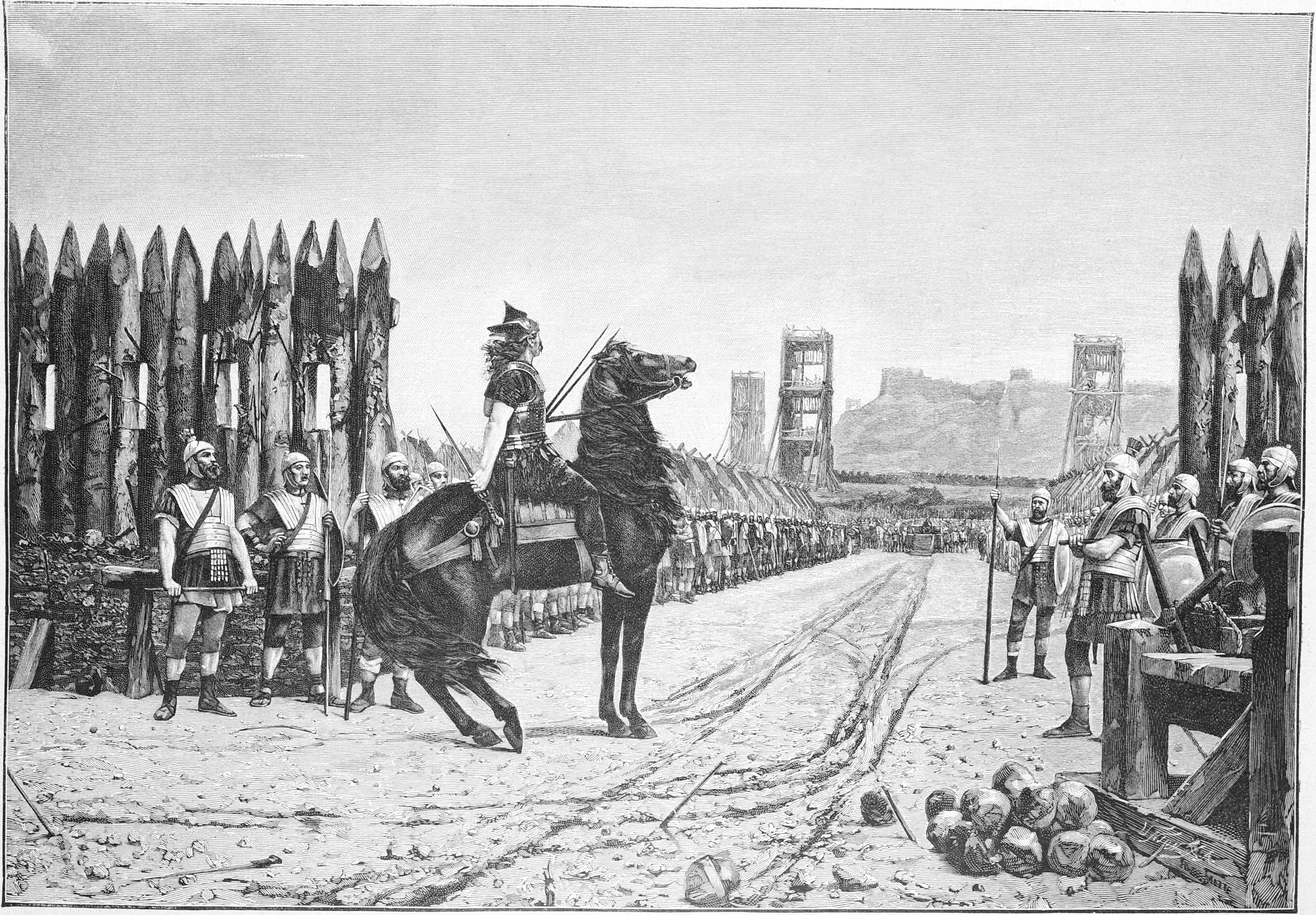
Vercingetorige si arrende a Cesare nel dipinto di Henri-Paul Motte.

Le sole possibili immagini di Vercingetorige sono le 27 monete dell'epoca giunte ai giorni nostri, degli stateri, nonostante gli specialisti in numismatica esprimano dei dubbi: Brigitte Fischer, seguendo in questo Jean-Baptiste Colbert de Beaulieu, contesta l'idea che le monete raffigurino Vercingetorige e non vi vede altro che rappresentazioni di Apollo, a imitazione dello statere di Filippo II di Macedonia.
Con la sparizione dei Galli e di Vercingetorige dalla storia ufficiale per più di diciotto secoli, non vi saranno più sue rappresentazioni nella statuaria o nella pittura prima del XIX secolo. Bisogna infatti attendere il 1866 per vedere realizzate delle statue monumentali ufficiali di Vercingetorige a Alise-Sainte-Reine (Millet, 1866) e a Clermont-Ferrand (Bartholdi, 1903). Nel XX secolo, Vercingetorige e Giulio Cesare sono stati rappresentati di eguale statura in due delle tre statue d'onore in quella strana opera di architettura naïf che è il Palazzo ideale del postino Cheval a Hauterives, nel dipartimento della Drôme.
Numerosissime rappresentazioni di Vercingetorige, images d'Épinal, quadri, sono state realizzate nel corso del XIX secolo.

### Fumetti
Nella seconda parte del XX secolo, l'immagine del popolare eroe appare a più riprese nei fumetti:
- Vercingetorige appare nella popolare serie francese Asterix, sempre raffigurato nell'atto di gettare le armi ai piedi di Cesare.
- Della serie di fumetti Alix, scritta e disegnata da Jacques Martin, dal titolo Vercingétorix, il volume 18, comparso nel 1985, è incentrato sul ruolo di Vercingetorige nella lotta tra Pompeo e Cesare.
- Il volume 11 della serie Vae Victis!, Celtil le Vercingétorix, comparso nel 2001, descrive alcuni episodi delle Guerre galliche.
- I volumi 2 e 3 di l'Extraordinaire Aventure d'Alcibiade Didascaux (éditions Athéna), narrano le migrazioni celtiche, le Guerre galliche e la romanizzazione.

### Cinema
Vi sono infine una serie di film, succedutisi nel corso degli anni:
- Druids - La rivolta di Jacques Dorfmann (2001) con Christopher Lambert nel ruolo di Vercingetorige.
- Giulio Cesare di Uli Edel (2002) con Heino Ferch nel ruolo di Vercingetorige.
- Roma(2005), serie televisiva americana, prodotta dalla HBO, in cui vi è qualche apparizione del personaggio di Vercingetorige (interpretato da Giovanni Calcagno), essendo la serie ambientata tra la fine delle campagne galliche di Cesare (viene mostrata, ad esempio, la resa dello stesso condottiero gallo) e la guerra civile tra Cesare Ottaviano e Marco Antonio.
- Vercingétorix: Le roi des guerriers, le héros national, le dernier Gaulois..., (2007) documentario di Jérôme Prieur.[79]

### Elenco di opere letterarie, cinematografiche e fumettistiche

#### Autori antichi
- Cesare, De bello Gallico
- Cassio Dione, Storia romana. xl, 33-41, xliii, 19.4, (EN)  da LacusCurtius
- Plutarco, Vite parallele. Cesare, 25-27, (EN)  da LacusCurtius

#### Storia e documenti
- Christian Amalvi, De l'art et la manière d'accommoder les héros de l'histoire de France: De Vercingétorix à la Révolution, Albin Michel, 1989 ISBN 978-2-226-03511-0
- Georges Bordonove, Vercingétorix, avec lui commence véritablement l'histoire de la France, Pygmalion, 1997 ISBN 978-2-85704-514-4
- Roger Caratini, Les grandes impostures de l'histoire de France, de Vercingétorix à Napoléon, Michel Lafon, 2004 ISBN 978-2-7499-0181-7
- Suzanne Citron, Vercingétorix et l'idéologie française, éd. Imago, 1989.
- F. Corréard, Vercingétorix ou la chute de l'indépendance gauloise, Hachette, 1888.
- Alain Duval et al., Vercingétorix et Alésia, RMN, 1994 ISBN 978-2-7118-2789-3
- Roger Facon, Jean-Marie Parent, Vercingétorix et les mystères gaulois, Robert Laffont, 1983 ISBN 978-2-221-01149-2
- (DE)  Rudolf Fellmann, Christian Goudineau, Vincent Guichard, Michel Redde, Henry Soulhoul, Caesar und Vercingetorix, Philipp von Zabern, 2000 ISBN 978-3-8053-2629-2
- Ch. de Gailly de Taurines, Vercingétorix, Larousse, 1933.
- M. Gorce, Vercingétorix, chef des Gaulois, Payot, 1935.
- M. Gorce, Vercingétorix devant Gergovie, Le Minaret, 1942.
- Christian Goudineau, Le Dossier Vercingétorix, co-édition Actes Sud/Errance, 2001 ISBN 2-7427-3116-4
- Cécile Guignard-Vanuxem, Vercingétorix, le défi des druides, Chaos, 1980 ISBN 978-2-909754-74-1
- Cécile Guignard-Vanuxem, Vercingétorix, Cheminements, 2001 ISBN 978-2-914474-23-8
- Jacques Harmand, Vercingétorix, Fayard, 1984 ISBN 2-213-01368-3
- Camille Jullian, Vercingétorix, 1901 et réédition avec P.-M. Duval, 1977 ISBN 978-2-235-00329-2
- Héron de Villefosse, Vercingétorix, Gründ, 1955, ASIN|B0000DTP9W
- Venceslas Kruta, Vercingétorix, Flammarion, 2003 ISBN 978-2-08-012623-8
- André Le Bey, L'Initiation de Vercingétorix, Albin Michel, 1926 ASIN|B0000DL7Y5
- Anne de Leseleuc, Vercingétorix ou l'épopée des rois gaulois, L'archipel, 2001 ISBN 978-2-84187-250-3
- Anne de Leseleuc, Vercingétorix, le dernier roi gaulois, Livres en gros caractères, 2001 ISBN 978-2-7444-0543-3
- Serge Lewuillon, 52 avant JC, Vercingétorix à Alésia, éd. Complexe, 1999 ISBN 2-87027-712-1
- Jean Markale, Vercingétorix, Hachette, 1982 ISBN 2-01-008692-9
- Paul-Marius Martin, Vercingétorix: le politique, le stratège, Perrin, 2000 ISBN 2-262-01691-7
- Pierre Miquel, Histoire de France: de Vercingétorix à De Gaulle, Marabout, 1996 ISBN 978-2-501-00894-5
- F. Monnier, Vercingétorix et l'indépendance, Didier, 1875.
- Philippe Pétain, De Vercingétorix à Pétain, 1942 ASIN|B0000DUWJ2
- Jean-Jacques Rochard, Vercingétorix le Gaulois, La Table ronde, 1967 ISBN 978-2-7103-1724-1
- André Simon, Vercingétorix et l'idéologie française, Imago, 1989 ISBN 978-2-902702-54-1
- Giuseppe Zecchini, Vercingetorige, Laterza, Roma-Bari 2002, ISBN 88-420-6698-2

#### Romanzi
- Charles Dormontal, Le Grand Amour de Vercingétorix, Académie Nationale de Conférences, 1945 ASIN|B0000DQBBU
- Alain Mabanckou, Les petits-fils nègres de Vercingétorix, Points, 2006 ISBN 978-2-7578-0066-9
- François Migeat, Et ton nom sera Vercingétorix, Robert Laffont, 2006 ISBN 978-2-221-10374-6
- Jean Séverin, Vercingétorix, Robert Laffont, 1992 ISBN 978-2-221-03821-5
- Jean-Michel Thibaux, Vercingétorix, Plon, 1990 ISBN 978-2-259-02723-6
- Morgan Llywelyn, Il potere dei Druidi, TEADUE, 1990, ISBN 978-8-850-20268-3

#### Letteratura per ragazzi
- Jacques Marseille, Les grands personnages: Vercingétorix, Hachette éducation, 1990 ISBN 978-2-01-015721-9
- Jean-Marie Ruffieux, Vercingétorix et César, L'école des loisirs, ISBN 978-2-211-04130-0
- Bertrand Solet, Vercingétorix, Pocket Junior, 200, ISBN 978-2-266-10290-2
- Alain Surget, Fabrice Parme, Les enfants du Nil, Tome 6: Le secret de Vercingétorix, Castor Poche, 2005 ISBN 978-2-08-163063-5
- Vercingétorix, Hachette Histoire Juniors, 1979 ISBN 978-2-01-005616-1

#### Fumetti
- Alain de Bussac, Véronique Bene, Vercingétorix, L'Instant durable, 1982, ISBN 978-2-86404-004-0
- Claude Carré, Jean-Marie Michaud, Vercingétorix, la B.D. du film, Casterman, 2001 ISBN 978-2-203-35640-5
- Clapat, Cornélius Crane, Alcibiade Didascaux chez les Gaulois, Tome 3: De la révolte de Vercingétorix à la Gaule romaine, Athéna éd., 1999 ISBN 978-2-913314-01-6
- Jacques Martin, Vercingétorix, Casterman, 1993 ISBN 978-2-203-31218-0
- S. Rocca, J.-Y. Mitton, Vae victis, T. 11, Celtil, le vercingétorix, 2001 ISBN 978-2-84565-043-5
- Victor de La Fuente et Raphaël, Victor Mora et Pierre Castex, L'Histoire de France en bandes dessinées nº1: Vercingétorix, César, Larousse, 10/1976
- Agrippa, manga di Tohru Uchimazu edito dalla J-Pop.

#### Teatro
- Ch. Dormontal, Vercingétorix, drame théâtral en IV actes, Paladins de France, 1964.

#### Filmografia
- Druids - La rivolta Archiviato il 22 febbraio 2008 in Internet Archive., film di Jacques Dorfmann, con Christopher Lambert, 2001, scheda e trailer